# Dafni e Cloe (balletto)
Dafni e Cloe (originale in francese Daphnis et Chloé) è un balletto in un unico atto in tre parti, con musica di Maurice Ravel, scritto, per orchestra e coro, tra il 1909 e il 1912 per i Balletti russi di Sergej Djagilev; la coreografia originale fu di Michel Fokine, scene e costumi di Léon Bakst. 

## Storia del balletto
Ravel iniziò a comporne il tema musicale nel giugno 1909, su commissione di Diaghilev, terminando l'opera nell'aprile del 1912. La prima, eseguita dai Balletti Russi, si tenne al Théâtre du Châtelet di Parigi, l'8 giugno 1912, per la coreografia di Michel Fokine (come per quasi tutte le rappresentazioni della compagnia russa antecedenti al 1912) e con la direzione d'orchestra di Pierre Monteux. Le pregevoli scenografie originali e i costumi erano opera di Léon Bakst; il primo ballerino, nel ruolo di Dafni, era Vaclav Fomič Nižinskij, Tamara Karsavina interpretò Cloe e Adolph Bolm, Dorkon. 

### Soggetto e coreografia
Fokine adattò, come soggetto, Le avventure pastorali di Dafni e Cloe, il romanzo greco di Longo Sofista (II-III secolo), incentrato sull'amore bucolico e sensuale che sboccia tra il capraio Dafni e la pecoraia Cloe. I due ragazzi sono praticamente cresciuti assieme, allevati l'uno da Lamone e l'altra da Driante, due pastori che li avevano ritrovati entrambi neonati, abbandonati, a distanza di due anni, nella stessa boscaglia. 

Dopo diversi intrecci avventurosi, che vedono Cloe rapita dai pirati e il disvelamento della vera identità dei genitori, l'opera si conclude con il matrimonio dei due amanti.
Nel balletto viene mantenuta l'atmosfera pastorale e vivace del romanzo, in contraddizione con il progetto iniziale che prevedeva una impaginazione musicale antichizzante, la quale avrebbe tuttavia contrastato con la coreografia.

## Musica
L'impianto musicale di Ravel prevedeva un'orchestra completa e un coro senza parole, che venne tuttavia escluso da Daghilev nell'edizione londinese del 1914, scatenando le ire del compositore, il quale scrisse una lettera di protesta, pubblicata sul quotidiano The Times, che seguì la vicenda nelle edizioni del 9, 10 e 11 giugno di quell'anno.
Con quasi un'ora di durata, la musica per Daphnis et Chloé è la composizione più lunga tra quelle di Ravel; monumentale e ricca di suggestioni melodiche, è considerata come uno dei suoi lavori più riusciti e di maggior successo. Il compositore stesso la descrisse in Schizzo autobiografico (1928) come «symphonie chorégraphique»: «sinfonia coreografica».
Ravel ne trasse anche due suite per orchestra, la seconda delle quali divenne molto popolare.

## Strumentazione
Dafni e Cloe è una sinfonia coreografica, strumentata per il seguente organico:
- legni: 3 flauti (anche 2 ottavini), flauto contralto in sol, 2 oboi, corno inglese, clarinetto in mi bemolle, 2 clarinetti in la e si bemolle, clarinetto basso in si bemolle, 3 fagotti, controfagotto;
- ottoni: 4 corni cromatici in Fa, 4 trombe in Do, 3 tromboni e tuba;
- percussioni: timpani, tam-tam, tamburo basco, cassa chiara, tamburo militare, crotali, nacchere, piatti, eolifono, grancassa, celesta, campanelli, xilofono;
- archi: 2 arpe, violini I e II, viole, violoncelli e contrabbassi con la corda del Do grave;
- sulla scena: ottavino e clarinetto piccolo;
- dietro la scena: corno e tromba;
- coro dietro la scena: soprani, contralti, tenori e bassi senza parole.